# 東庄町
東庄町（日语：／ Tōnoshō machi */?）千葉縣香取郡的一町。位于千葉縣東北部，隔利根川與茨城縣接壤。地名源自於中世紀莊園東庄（東莊）。往神栖市的通勤率為14.5%，往香取市為12.4%（平成22年國勢調査）。

## 地理
- 位於千葉縣東北部、香取郡東端，與茨城縣之間以利根川為界。
- 以下總台地（日语：下総台地）東端丘陵地帶為界，北側是利根川沿岸低地，南側是九十九里平原（日语：九十九里平野）北邊。此外，各地可見谷津田（日语：谷津田）地形。
- 平均海拔40～50公里，最高56.5公里。

### 鄰接自治體
- 千葉縣
  - 香取市
  - 旭市
  - 銚子市
- 茨城縣
  - 神栖市

## 歷史
此地在古時是面對香取海的重地，是往陸奧國的交通要衝。
平安中期的長元2年（1029年）發生平忠常之亂，房總一帶成為平忠常控制範圍，本町中央地帶的大友城跡傳聞是忠常的居城。平忠常之亂結束後，房總一帶由千葉氏支配。源賴朝重臣千葉常胤第六子胤賴以東庄為根據地。
近世，千葉氏一族沒落，德川氏入關東後進行天正檢地。小見川藩初代藩主松平家忠曾短暫擔任此地上代藩藩主，之後未再配置大名，作為幕府直轄地與大名、旗本小規模領地直到幕末。
明治維新後，笹川村、神代村、東城村、橘村成立。1931年（昭和6年），國鐵成田線延伸至笹川，1933年（昭和8年）通車至松岸。當時茨城縣側利用渡船與本地連絡，雙方交流密切。1955年（昭和30年）7月成立「東庄町」。1971年（昭和46年）3月，利根川河口堰完工。另一方面，受惠於對岸神栖市與鹿嶋市等開發鹿島臨海工業地帶，本地人口不斷增長，現在利根川兩岸依然關係密切。

### 沿革
- 1955年（昭和30年）7月20日 - 笹川町（日语：笹川町）、橘村（日语：橘村 (千葉県)）、神代村（日语：神代村 (千葉県)）、東城村（日语：東城村 (千葉県)）等1町3村合併成立東庄町。
- 1956年（昭和31年）4月15日 - 櫻井地區編入干潟町
- 1961年（昭和36年）9月1日 - 東庄町一部分編入干潟町
- 1965年（昭和40年） - 制定國道356號（日语：国道356号）。
- 1971年（昭和46年）1月 - 利根川河口堰（日语：利根川河口堰）

### 行政區域變遷
- 變遷年表

| 東庄町町域變遷（年表） | 東庄町町域變遷（年表） | 東庄町町域變遷（年表） |
| 年                     | 月日                   | 現東庄町町域相關行政區域變遷 |
| ---------------------- | ---------------------- | --- |
| 1889年（明治22年）     | 4月1日                 | 町村制施行，成立以下各村。 - 笹川村 ← 須賀山村、鹿野戶村 - 神代村 ← 櫻井村、大久保村、舟戶村、東和田村、神田村、小貝野村、窪野谷村、平山村、高部村、大友村 - 橘村 ← 石出村、東和泉村、新宿村、羽計村、谷津村、今郡村、宮本村、青馬村 - 東城村 ← 小南村、粟野村、小座村、八重穗村、夏目村 |
| 1907年（明治40年）     | 8月1日                 | 笹川村施行町制，為笹川町。 |
| 1955年（昭和30年）     | 7月20日                | 笹川町、橘村、神代村、東城村合併成立東庄町。 |
| 1956年（昭和31年）     |                        | 東庄町一部分（櫻井）編入干潟町。 |

- 變遷表

| 東庄町町域變遷表 | 東庄町町域變遷表 | 東庄町町域變遷表    | 東庄町町域變遷表 | 東庄町町域變遷表    | 東庄町町域變遷表       | 東庄町町域變遷表    | 東庄町町域變遷表 |
| 1868年 以前      | 1868年 以前      | 明治元年 - 明治22年 | 明治22年 4月1日  | 明治22年 - 昭和19年 | 昭和20年 - 昭和64年    | 平成元年 - 現在     | 現在             |
| ---------------- | ---------------- | ------------------- | ---------------- | ------------------- | ---------------------- | ------------------- | ---------------- |
|                  | 須賀山村         | 須賀山村            | 笹川村           | 明治40年8月1日 町制 | 昭和30年7月20日 東庄町 | 東庄町              | 東庄町           |
|                  | 鹿戶村           |                     | 笹川村           | 明治40年8月1日 町制 | 昭和30年7月20日 東庄町 | 東庄町              | 東庄町           |
|                  | 石出村           | 石出村              | 橘村             | 橘村                | 昭和30年7月20日 東庄町 | 東庄町              | 東庄町           |
|                  | 和泉村           | 明治2年 東和泉村    | 橘村             | 橘村                | 昭和30年7月20日 東庄町 | 東庄町              | 東庄町           |
|                  | 新宿村           |                     | 橘村             | 橘村                | 昭和30年7月20日 東庄町 | 東庄町              | 東庄町           |
|                  | 羽計村           |                     | 橘村             | 橘村                | 昭和30年7月20日 東庄町 | 東庄町              | 東庄町           |
|                  | 谷津村           |                     | 橘村             | 橘村                | 昭和30年7月20日 東庄町 | 東庄町              | 東庄町           |
|                  | 今郡村           |                     | 橘村             | 橘村                | 昭和30年7月20日 東庄町 | 東庄町              | 東庄町           |
|                  | 宮本村           |                     | 橘村             | 橘村                | 昭和30年7月20日 東庄町 | 東庄町              | 東庄町           |
|                  | 青馬村           |                     | 橘村             | 橘村                | 昭和30年7月20日 東庄町 | 東庄町              | 東庄町           |
|                  | 小南村           | 小南村              | 東城村           | 東城村              | 昭和30年7月20日 東庄町 | 東庄町              | 東庄町           |
|                  | 粟野村           |                     | 東城村           | 東城村              | 昭和30年7月20日 東庄町 | 東庄町              | 東庄町           |
|                  | 小座村           |                     | 東城村           | 東城村              | 昭和30年7月20日 東庄町 | 東庄町              | 東庄町           |
|                  | 八重穗村         |                     | 東城村           | 東城村              | 昭和30年7月20日 東庄町 | 東庄町              | 東庄町           |
|                  | 夏目村           |                     | 東城村           | 東城村              | 昭和30年7月20日 東庄町 | 東庄町              | 東庄町           |
|                  | 大久保村         | 大久保村            | 神代村           | 神代村              | 昭和30年7月20日 東庄町 | 東庄町              | 東庄町           |
|                  | 舟戶村           |                     | 神代村           | 神代村              | 昭和30年7月20日 東庄町 | 東庄町              | 東庄町           |
|                  | 和田村           | 明治2年 東和田村    | 神代村           | 神代村              | 昭和30年7月20日 東庄町 | 東庄町              | 東庄町           |
|                  | 神田村           |                     | 神代村           | 神代村              | 昭和30年7月20日 東庄町 | 東庄町              | 東庄町           |
|                  | 小貝野村         |                     | 神代村           | 神代村              | 昭和30年7月20日 東庄町 | 東庄町              | 東庄町           |
|                  | 窪野谷村         |                     | 神代村           | 神代村              | 昭和30年7月20日 東庄町 | 東庄町              | 東庄町           |
|                  | 平山村           |                     | 神代村           | 神代村              | 昭和30年7月20日 東庄町 | 東庄町              | 東庄町           |
|                  | 高部村           |                     | 神代村           | 神代村              | 昭和30年7月20日 東庄町 | 東庄町              | 東庄町           |
|                  | 大友村           |                     | 神代村           | 神代村              | 昭和30年7月20日 東庄町 | 東庄町              | 東庄町           |
|                  | 櫻井村           | 櫻井村              | 神代村           | 神代村              | 昭和31年 編入干潟町    | 平成17年7月1日 旭市 | 旭市             |

## 人口
| 東庄町人口分布圖 |                                               |  |
| 東庄町與日本全國年齡別人口分布比較圖 （2005年資料） | 東庄町的年齡、男女別人口分布圖 （2005年資料） |  |
| ■紫色是東庄町 ■綠色是全国 | ■藍色是男性 ■紅色是女性                       |  |
| 東庄町人口變化 \| 1970年 \| 14,857人 \| \| \| 1975年 \| 17,288人 \| \| \| 1980年 \| 18,205人 \| \| \| 1985年 \| 18,337人 \| \| \| 1990年 \| 17,988人 \| \| \| 1995年 \| 17,739人 \| \| \| 2000年 \| 17,076人 \| \| \| 2005年 \| 16,166人 \| \| \| 2010年 \| 15,154人 \| \| \| 2015年 \| 14,152人 \| \| \| 2020年 \| 13,228人 \| \| |                                               |  |
| 資料來源：日本總務省統計中心提供之人口普查數據 |                                               |  |
| 1970年 | 14,857人                                      |  |
| 1975年 | 17,288人                                      |  |
| 1980年 | 18,205人                                      |  |
| 1985年 | 18,337人                                      |  |
| 1990年 | 17,988人                                      |  |
| 1995年 | 17,739人                                      |  |
| 2000年 | 17,076人                                      |  |
| 2005年 | 16,166人                                      |  |
| 2010年 | 15,154人                                      |  |
| 2015年 | 14,152人                                      |  |
| 2020年 | 13,228人                                      |  |

## 經濟

### 產業
- 利根川河口堰（日语：利根川河口堰）
- 黑部川水門

### 金融機關
- 千葉銀行笹川支店
- 銚子信用金庫（日语：銚子信用金庫）東庄支店
- 佐原信用金庫（日语：佐原信用金庫）笹川支店
- 銚子商工信用組合（日语：銚子商工信用組合）東庄支店

## 教育

### 町立小學校
- 神代小學校
- 笹川小學校
- 橘小學校
- 石出小學校
- 東城小學校

### 町立中學校
- 東庄中學校

## 交通

### 鐵路
東日本旅客鐵道（JR東日本）
- 成田線：笹川站 - 下總橘站

### 路線巴士

#### 高速巴士
- 大阪 - 銚子線（日语：大阪 - 銚子線）：湊町BT（日语：大阪シティエアターミナル）、難波高速BT、高速京田邊、京都站 - 佐原站北口、東庄、銚子站 （千葉交通、南海巴士（日语：南海バス）） ※夜行
- 利根Liner（佐原線）：濱松町BT、東京站 - 佐原站北口、東庄、橘、銚子站（千葉交通）
- 利根Liner（小見川線）：濱松町BT、東京站 - 佐原香取、東庄、橘、銚子站、陣屋町 （千葉交通）

### 道路
- 一般國道
  - 國道356號（日语：国道356号）
- 主要地方道
  - 千葉縣道74號多古笹本線（日语：千葉県道74号多古笹本線）
- 一般縣道
  - 千葉縣道209號笹川停車場線（日语：千葉県道209号笹川停車場線）
  - 千葉縣道260號谷原息栖東庄線（日语：茨城県道・千葉県道260号谷原息栖東庄線）
  - 千葉縣道265號小見川海上線（日语：千葉県道265号小見川海上線）
  - 千葉縣道266號旭笹川線（日语：千葉県道266号旭笹川線）
  - 千葉縣道267號下總橘停車場東城線（日语：千葉県道267号下総橘停車場東城線）
- 自行車道
  - 千葉縣道404號銚子小見川佐原自行車道線（日语：千葉県道404号銚子小見川佐原自転車道線）

## 名產
- 小蕪
- 蜆丼
- 鯉魚，鮒魚、鰻、蜆等加工品。
- 醬油（入正醬油油株式會社）－1985年（昭和60年）NHK晨間劇「醬油的女兒阿香」的舞台。

## 名勝、古蹟、觀光地、祭典、活動

### 觀光地
- 東大社（日语：東大社）
- 諏訪大神（日语：諏訪大神 (東庄町)）
天保水滸傳遺品館
- 延命寺
笹川繁藏（日语：笹川繁蔵）之碑
平手造酒（日语：平手造酒）之墓
- 福聚寺（日语：福聚寺 (東庄町))）
鐵牛和尚（日语：鉄牛道機）之墓
- 千葉縣立東庄縣民之森

### 觀光

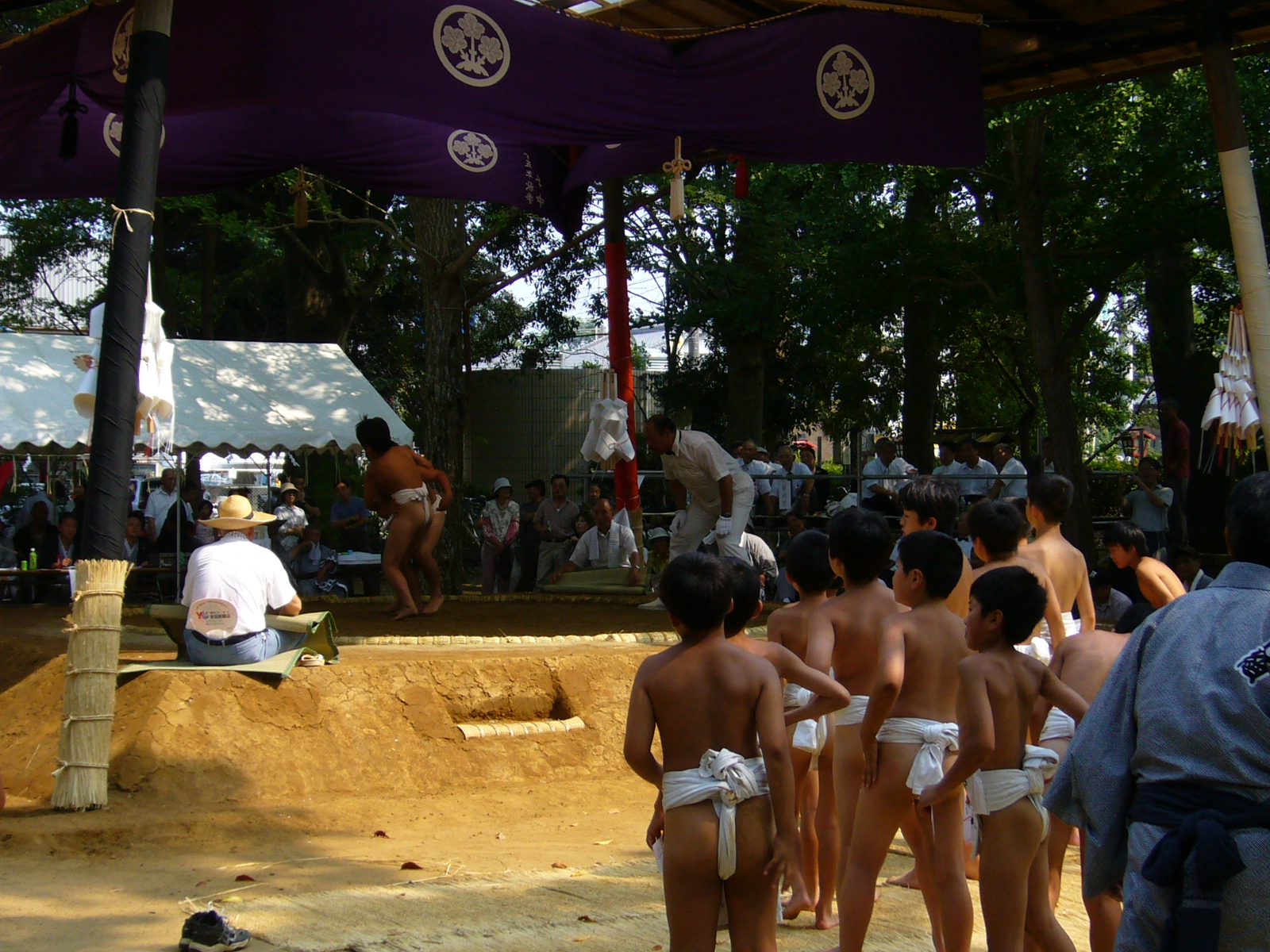
諏訪大神的相撲大會

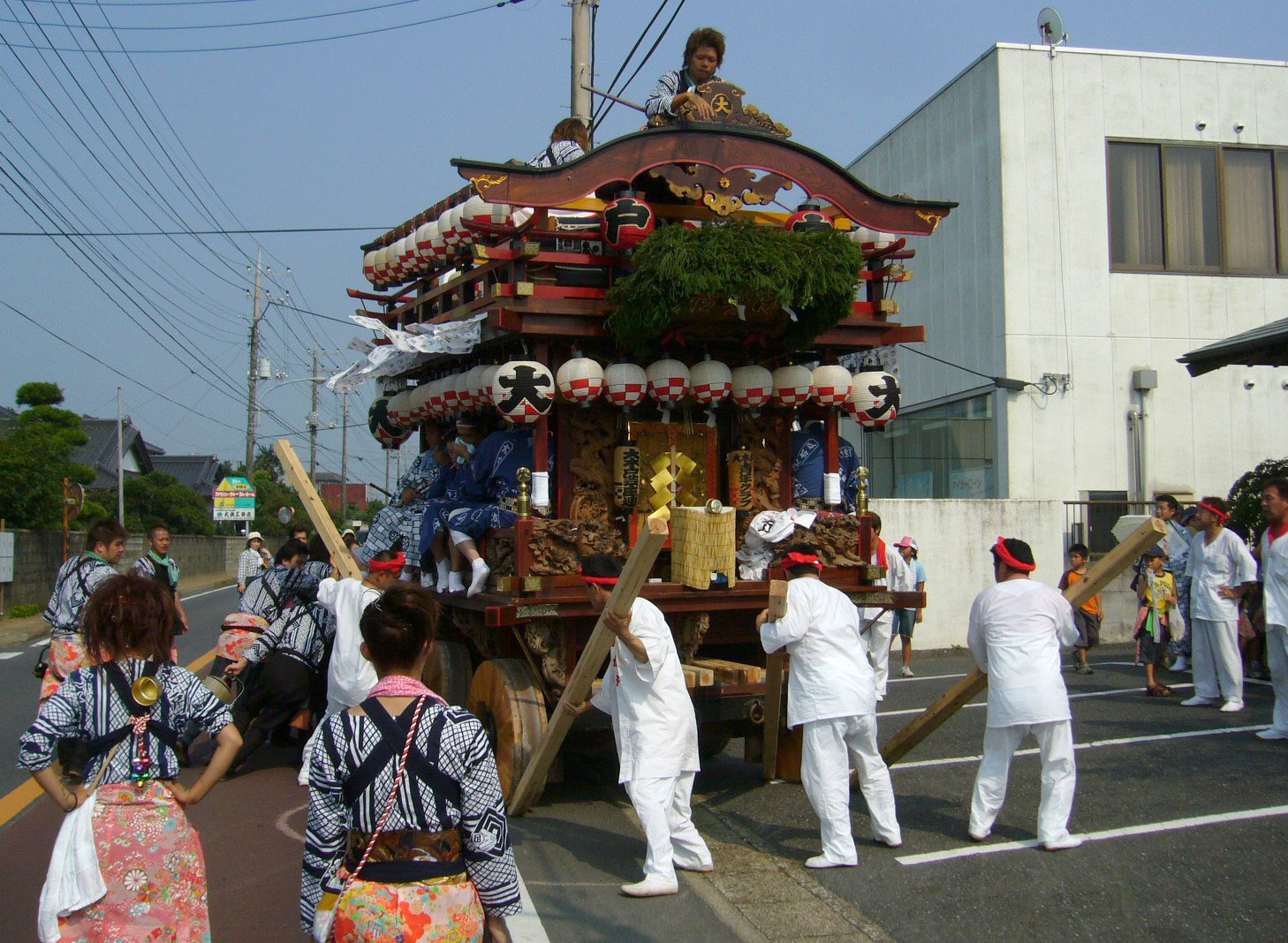
諏訪大神祭禮的山車

- 採草莓－每年1月上旬至5月下旬。

### 祭典
- 左右大神神樂－4月第1個星期六
- 諏訪神社春季例祭（笹川神樂）－4月第1個星期六
- 東大社春季例祭－4月8日
- 雲井岬杜鵑花祭－4月中旬～5月中旬
- 諏訪大神相撲大會－7月最後1個星期六
- 東大社流鏑馬神事－10月20日
- 東庄接觸祭－11月3日

## 知名人士
- 林幹雄（日本眾議院議員、前國土交通副大臣）

## 備註
1. ↑  角川日本地名大辞典編纂委員会『角川日本地名大辞典 12 千葉県』、角川書店、1984年 ISBN 4040011201より

## 外部連結
- 東庄町 （页面存档备份，存于）